# 比尔普尔
比尔普尔（Birpur），是印度比哈尔邦Supaul县的一个城镇。总人口17730（2001年）。

## 人口
该地2001年总人口17730人，其中男性9495人，女性8235人；0—6岁人口2727人，其中男1579人，女1148人；识字率56.23%，其中男性为64.90%，女性为46.23%。